# فیتهورن (میشیگان)
فیتهورن (به انگلیسی: Faithorn) یک منطقهٔ مسکونی در ایالات متحده آمریکا است که در شهرستان منومینه، میشیگان واقع شده‌است.